# Carpeneto
Carpeneto és un municipi situat al territori de la província d'Alessandria, a la regió del Piemont, (Itàlia).
Limita amb els municipis de Montaldo Bormida, Ovada, Predosa, Rocca Grimalda, Sezzadio, Trisobbio i Acqui Terme.
Pertanyen al municipi les frazioni de Cascina Vecchia i Madonna della Villa.